# Richard Williamson

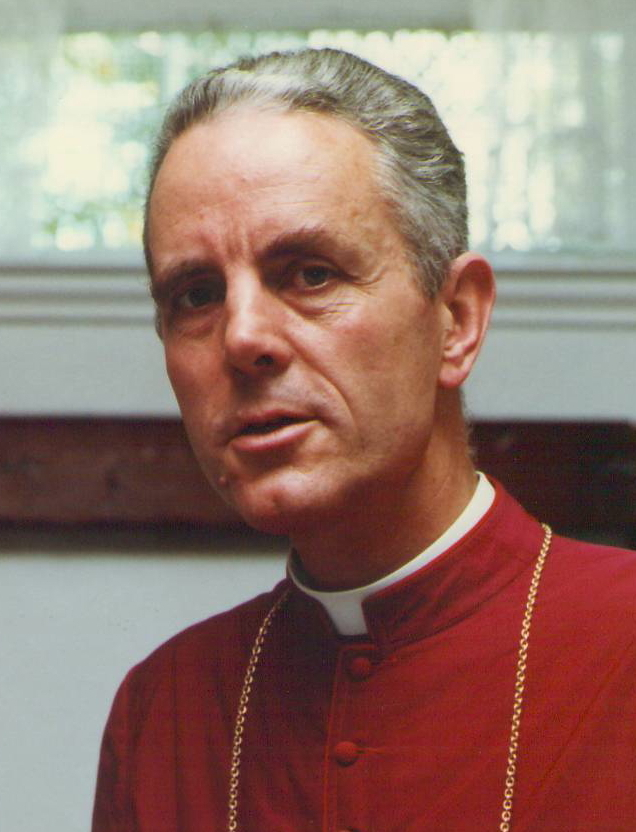
Richard Williamson (1991)

Richard Nelson Williamson (* 8. März 1940 in Finchley (London); † 29. Januar 2025 in Margate) war ein britischer Holocaustleugner, altritualistischer Vagantenbischof, bis 2012 Mitglied der traditionalistischen Priesterbruderschaft St. Pius X. (FSSPX) und zuletzt bis zu seinem Tod für die St.-Marcel-Initiative tätig.
Williamson wurde am 30. Juni 1988 zusammen mit Bernard Tissier de Mallerais, Alfonso de Galarreta und Bernard Fellay durch den emeritierten Erzbischof Marcel Lefebvre für die Priesterbruderschaft St. Pius X. zum Bischof geweiht. Da die Weihe, obwohl sie gültig war, gegen päpstliche Anweisung erfolgte, zog sich Lefebvre die Exkommunikation als Tatstrafe zu.
Die Aufhebung der 1988 festgestellten Exkommunikation der vier Bischöfe der Piusbruderschaft durch Papst Benedikt XVI. im Januar 2009 löste innerhalb und außerhalb der römisch-katholischen Kirche Kritik aus, da Williamson wiederholt den Holocaust geleugnet hatte. Am 24. Oktober 2012 schloss ihn die Bruderschaft wegen Ungehorsams als Mitglied aus. Nach seinem Ausschluss widmete sich Williamson der Gründung und Betreuung der Priestergemeinschaft Marcel Lefebvre (informell SSPX Resistance genannt), bestehend aus Dissidenten der Piusbruderschaft, die sich einer von ihnen befürchteten Annäherung der FSSPX an die römisch-katholische Kirche widersetzen.
Am 19. März 2015 weihte Williamson unerlaubt Jean-Michel Faure und am 19. März 2016 den Prior des Benediktinerklosters Santa Cruz in Nova Friburgo, Tomás de Aquino OSB (bürgerlich Miguel Ferreira da Costa), zu Bischöfen. Mit der Weihe 2015 zog sich Williamson erneut die Exkommunikation als Tatstrafe zu. Im Januar 2021 folgte die Bischofsweihe von Giacomo Ballini.

## Leben
Williamson wurde als zweiter von drei Söhnen anglikanischer Eltern geboren. Nach seinem Studium an der University of Cambridge, wo er mehrere Magisterabschlüsse – unter anderem in Englischer Literatur – erwarb, erteilte er sieben Jahre lang Unterricht in Literatur und übte diesen Beruf zeitweise auch in Ghana aus. Im Alter von 30 Jahren konvertierte Williamson zum Katholizismus. 1971 war er für einige Monate als Postulant im Londoner Brompton Oratory.
Im Oktober 1972 trat Williamson in das Priesterseminar der Priesterbruderschaft St. Pius X. in Écône in der Schweiz ein und wurde nach vier Jahren Studium von Marcel Lefebvre (1905–1991) zum Priester geweiht. Von 1976 bis 1981 war er Professor am Seminar in Écône, ab 1979 dessen Subregens. 1983 wurde er Regens des Priesterseminars der Priesterbruderschaft St. Pius X. (FSSPX) in Ridgefield in den Vereinigten Staaten. Seit dem Jahr 2003 war Williamson Regens des Priesterseminars Nuestra Señora Corredentora der FSSPX in La Reja bei Moreno in Argentinien.

### Empfang der Bischofsweihe und erste Exkommunikation 1988
Am 30. Juni 1988 wurde er mit drei anderen Priestern durch den Gründer der Priesterbruderschaft St. Pius X., Erzbischof Marcel Lefebvre und Bischof Antônio de Castro Mayer als Mitkonsekrator zum Bischof für die Priesterbruderschaft geweiht. Da diese Bruderschaft seit 1975 keinen kanonischen Status in der römisch-katholischen Kirche mehr hat und diese Weihen somit gegen den ausdrücklichen Willen des Papstes erfolgten, wurden unmittelbar danach Lefebvre, de Castro Mayer und die vier von ihnen Geweihten mit Exkommunikation bestraft (excommunicatio latae sententiae), was wegen der Schwere des Vergehens im Motu proprio Ecclesia Dei von Papst Johannes Paul II. am 2. Juli 1988 nochmals bekräftigt wurde. Trotzdem war die Bischofsweihe sakramental aufgrund der Wahrung der apostolischen Sukzession gültig. Die Priesterbruderschaft bestreitet das Eintreten der Exkommunikation mit Berufung auf einen „Kirchennotstand“, weswegen Bischof Richard Williamson innerhalb der FSSPX weiterhin Sakramente, vor allem Firmungen und Priesterweihen, spendete.

### Aufhebung der ersten Exkommunikation
Auf Bitte des Generaloberen der Piusbruderschaft, Bischof Bernard Fellay, vom 15. Dezember 2008, hob die Kongregation für die Bischöfe durch Kardinalpräfekt Giovanni Battista Re die Exkommunikation der vier Bischöfe der Piusbruderschaft, darunter Williamson, am 21. Januar 2009 auf. Dies geschah im Auftrag Papst Benedikts XVI., der einst als Kardinalpräfekt der Kongregation für die Glaubenslehre für Papst Johannes Paul II. Verhandlungen mit Lefebvre geführt hatte. Williamson wurde damit nicht rehabilitiert, sondern blieb wie seine drei Kollegen weiterhin suspendiert. Kirchenrechtlich war Williamson wie seine Amtskollegen wegen der anhaltenden Suspendierung weiterhin an der Ausübung ihrer bischöflichen und priesterlichen Funktionen gehindert.
Laut Zeit Online vom 9. Februar 2009 wurde Williamson durch den lateinamerikanischen Distriktoberen der Piusbruderschaft, Christian Bouchacourt, als Leiter des Priesterseminars in Argentinien abgesetzt. Die argentinische Regierung forderte ihn am 19. Februar 2009 auf, das Land binnen zehn Tagen zu verlassen, andernfalls würde er ausgewiesen. Als Begründung für die Ausweisung gab der argentinische Innenminister Florencio Randazzo Williamsons Holocaust-Leugnung an, die „die Argentinier, das jüdische Volk und die ganze Menschheit“ beleidigt habe. Weiterhin gebe es „Unregelmäßigkeiten“ in Williamsons Aufenthaltspapieren, da er die wirklichen Gründe für seinen Aufenthalt in Argentinien verschwiegen und angegeben habe, dass er für eine Nichtregierungsorganisation arbeite. Am 24. Februar 2009 verließ er Argentinien am Flughafen Buenos Aires–Ezeiza in Richtung London. In London wurde er von der bekannten Holocaust-Leugnerin Michèle Renouf in Empfang genommen.
Die Aufhebung seiner Exkommunikation löste in der Öffentlichkeit, aufgrund der zeitgleich bekannt gewordenen Holocaustleugnung Williamsons (in Deutschland ein Offizialdelikt), Unverständnis und Empörung aus; Menschen in vielen Ländern protestierten (unter anderem Riccardo Di Segni, Oberrabbiner von Rom). Salomon Korn, Vizepräsident des Zentralrats der Juden in Deutschland, nannte die Entscheidung des Papstes eine Rehabilitierung, um einen Holocaustleugner „gesellschaftsfähig“ zu machen. Dies sei „unverzeihlich“ und zeige, „dass er die Versöhnung mit den Juden, die seine Vorgänger vorangebracht haben, in Frage stellt“. Der israelische Minister für Religionsangelegenheiten, Jitzchak Kohen, drohte dem Vatikan mit dem Abbruch der diplomatischen Beziehungen.
Die Neue Zürcher Zeitung berichtete unter Berufung auf katholische Theologen, dass die Leugnung des Holocausts nach dem katholischen Kirchenrecht kein Grund für eine Exkommunikation sei: Die Strafe der Exkommunikation trete nur bei schweren Vergehen gegen kanonisches Recht ein, nicht bei Vergehen gegen weltliches Recht. Ähnlich argumentierte der Kirchenrechtler Stephan Haering: „Dazu ist festzuhalten, dass die Aufhebung der Exkommunikation der vier betroffenen Bischöfe in keinerlei Zusammenhang mit den historischen Kenntnissen und Urteilen von Williamson steht und keineswegs diesen so etwas wie ein Gütesiegel verleiht. Dummheit oder auch Bosheit sprechen für sich, sind aber keine kanonischen Straftatbestände.“
Der für die Belange der Piusbruderschaft zuständige Kurienkardinal Darío Castrillón Hoyos erklärte, dass der Vatikan bei Aufhebung der Exkommunikation „absolut nichts“ von der Holocaustleugnung Williamsons gewusst habe und vor Bekanntwerden des Interviews das entsprechende Dekret bereits der Piusbruderschaft ausgehändigt worden sei.
Der damalige Regensburger Diözesanbischof Gerhard Ludwig Müller erklärte in einem am 6. Februar 2009 veröffentlichten Hirtenbrief zur Zukunft der Bischöfe der Piusbruderschaft:

„Wenn sie jetzt zur vollen Gemeinschaft der katholischen Kirche zurückkehren wollen, müssen die vier illegal geweihten Bischöfe auf die Ausübung der bischöflichen Weihevollmachten verzichten. Meiner Überzeugung nach können sie allenfalls als einfache Priester eingesetzt werden.“

Zum ausgelösten Eklat veröffentlichte der Vatikan am 10. März 2009 eine Erklärung Papst Benedikts XVI. Später erklärte der schwedische Bischof Anders Arborelius, dass er den Vatikan bereits im November 2008 über Williamsons Holocaustleugnungen unterrichtet habe. Kardinal Castrillón Hoyos, der als Schlüsselfigur bei der Aufhebung der Exkommunikation Williamsons gilt, widersprach dieser Darstellung.

### Ausschluss aus der Piusbruderschaft
Am 24. Oktober 2012 erklärte der Generalobere der FSSPX, Bernard Fellay, Williamsons Ausschluss aus der Bruderschaft. Als Grund gab das Generalhaus der Gruppierung an, dass Williamson sich weigere, dem rechtmäßigen Oberen den nötigen Respekt und Gehorsam zu erweisen. Williamson hatte das ihm auferlegte Äußerungs- und Veröffentlichungsverbot mehrfach ignoriert.
Tage zuvor hatte der erste Generalassistent der FSSPX, P. Niklaus Pfluger, der (der FSSPX nahestehenden) Monatsschrift Kirchliche Umschau mitgeteilt, ein Ausschluss des Bischofs sei „unvermeidlich“, da sich dieser „durch krude Theorien ins Abseits manövriert“ habe und die Autorität des Generaloberen seit Jahren nicht anerkenne. Williamson gründete daraufhin eine neue Gruppe, die als SSPX Resistance bekannt wurde.

### Einreiseverbot in Australien
Im Juni 2014 verweigerte Australien Williamson die Einreiseerlaubnis, nachdem die zuständige Behörde über umstrittene Äußerungen des Bischofs informiert worden war. Das Erzbistum Canberra-Goulburn erklärte, nichts über Williamsons Einreisepläne gewusst zu haben.

### Spendung einer Bischofsweihe und zweite Exkommunikation 2015
Am 19. März 2015 weihte Williamson den Priester Jean-Michel Faure im brasilianischen Nova Friburgo unerlaubt zum Bischof. Daraus ergab sich seine erneute Exkommunikation als Kirchenstrafe latae sententiae (das heißt, ohne die Notwendigkeit eines Rechtsaktes durch den Papst). Faure wurde wegen des Empfangs der Weihe latae sententiae exkommuniziert. Die Piusbruderschaft distanzierte sich von der Weihe.

### Weitere unerlaubte Bischofsweihen
Am 19. März 2016 ordinierte der exkommunizierte Williamson in Nova Friburgo rechtswidrig einen weiteren Bischof, Tomás de Aquino OSB (bürgerlich Miguel Ferreira da Costa). Am 11. Mai 2017 konsekrierte er Gerardo Zendejas zum Bischof, am 14. Februar 2022 Paul William Morgan.
Im Januar 2021 weihte Williamson ohne die notwendige Zustimmung der römisch-katholischen Kirche, aber sakramental gültig, den Priester Giacomo Ballini zum Bischof. Er berief sich dabei auf einen vorgeblich „von ihm festgestellten kirchlichen Notstand“. Der Vagantenbischof Ballini exkommunizierte sich durch den Empfang der Weihe selbst.

### Tod und Beisetzung
Am 25. Januar 2025 wurde Williamson wegen einer Gehirnblutung in ein Krankenhaus eingeliefert und empfing das Sakrament der Krankensalbung. Am 29. Januar starb er dort um 23:23 Uhr britischer Ortszeit. Er wurde 84 Jahre alt. Ein Nachruf Carlo Maria Viganòs vom 31. Januar 2025 stand unter dem Motto Vita mutatur, non tollitur (Das Leben wird gewandelt, nicht genommen). Williamson wurde Ende Februar 2025 in Ramsgate beigesetzt. Die vorangehenden Feierlichkeiten in der Westgate Hall in Canterbury hatte Paul Morgan geleitet.

## Positionen
Williamson fiel durch holocaustleugnende, andere antisemitische, frauenfeindliche und verschwörungstheoretische Äußerungen auf. Im Jahr 2000 behauptete er, seit 2000 Jahren hätten die Juden nichts unversucht gelassen, um die katholische Kirche zu unterwandern und Christus aus dem Christentum zu entfernen. Im selben Jahr sagte er, die antisemitische Hetzschrift Protokolle der Weisen von Zion seien eine authentische Informationsquelle. Im Oktober 2011 bezeichnete Williamson die Juden und deren Führer als „Haupttäter des Gottesmordes“. Die Konferenz Europäischer Rabbiner kritisierte den Text als Hassrede. Im März 2020 beschuldigte Williamson Juden, vorsätzlich Börsencrashs auszulösen, um einen dritten Weltkrieg vorzubereiten. Zudem stünden Juden in direktem Kontakt zu Satan. Weiter äußerte er, das COVID-19 auslösende Virus SARS-CoV-2 sei „möglicherweise ein Werk von Juden“; es sei entwickelt worden, um „die Gesellschaft zum Stillstand zu bringen“.
Im Dezember 2008 warnte Williamson öffentlich vor einer drohenden Sklaverei der Menschen durch allgegenwärtige Lügen. Er warf außerdem dem Vatikan vor, unter „satanischer Kontrolle“ zu sein, bestritt die offizielle Version der Terroranschläge am 11. September 2001 und äußerte die Verschwörungstheorie, die Bush-Regierung sei in die Anschläge involviert gewesen, um damit ihre Politik begründen zu können. Im Juni 2008 erklärte Williamson vor 14-jährigen Firmlingen in München:

„Es kommt vielleicht zum Martyrium. Vielleicht wird sogar unser Blut notwendig sein, um die Reinigung der Kirche zu vervollkommnen. Es ist schon möglich, dass die bösen Mächte, die heute herrschen, einen Sündenbock suchen werden. Und die Traditionalisten, als ‚Fundamentalisten‘ bezeichnet, werden dieser Sündenbock sein. Dann kommen wir alle ins Gefängnis.“

### Ablehnung der Gleichberechtigung von Mann und Frau
In einem Rundbrief vom September 2001, der auf den Internetseiten des Priesterseminars der Bruderschaft in Winona (Minnesota) veröffentlicht wurde, schrieb Williamson, Frauen hätten geringere Fähigkeiten und Rechte zum eigenständigen Denken, zu höherer Bildung und zur Selbstbestimmung:

„Aufgrund aller Arten von naturgegebenen Gründen sollte nahezu kein Mädchen zu irgendeiner Art Universität gehen. […] Dass Mädchen die Universität nicht besuchen sollten, ergibt sich aus der Natur der Universität und der Natur der Mädchen. Echte Universitäten stehen für Ideen, Ideen sind nichts für richtige Mädchen, demzufolge sind echte Universitäten nichts für richtige Mädchen.“

### Holocaustleugnungen
Bereits im April 1989 leugnete Williamson bei einer Predigt anlässlich einer Messe im kanadischen Sherbrooke die Vergasung von Juden im KZ Auschwitz-Birkenau und behauptete, der Holocaust sei eine Erfindung der Juden:

„Dort wurden keine Juden in den Gaskammern getötet! Das waren alles Lügen, Lügen, Lügen! Die Juden erfanden den Holocaust, damit wir demütig auf Knien ihren neuen Staat Israel genehmigen. […] Die Juden erfanden den Holocaust, Protestanten bekommen ihre Befehle vom Teufel, und der Vatikan hat seine Seele an den Liberalismus verkauft.“

Ein Gottesdienstbesucher erstattete daraufhin Strafanzeige; zur Eröffnung eines Strafverfahrens kam es jedoch nicht, da sich Williamson nach dem Vorfall längere Zeit von der kanadischen Provinz Québec fernhielt. Nach einem Bericht im Toronto Star schrieb der Präsident der kanadischen Bischofskonferenz, Erzbischof von Halifax James Hayes, ein Telegramm an den Canadian Jewish Congress, in dem er die Äußerungen Williamsons verurteilte und erklärte, dass dieser als Bischof der Priesterbruderschaft St. Pius X. bereits exkommuniziert war.
In einem Interview, das am Abend des 21. Januar 2009 im schwedischen Fernsehen in der Sendung Uppdrag granskning („Auftrag Nachforschung“) ausgestrahlt wurde und am 1. November 2008 im Priesterseminar der FSSPX in Zaitzkofen bei Regensburg geführt worden war, leugnete Williamson unter Berufung auf den pseudowissenschaftlichen Leuchter-Report die Existenz von Gaskammern und behauptete, im Zweiten Weltkrieg sei kein einziger Jude vergast worden. Es seien 200.000 bis 300.000 Juden in Konzentrationslagern umgekommen.

„Sie haben vielleicht vom Leuchter-Report gehört? Fred Leuchter war ein Experte für Gaskammern. Er hat drei Gaskammern für drei der fünfzig US-Staaten zur Exekution von Kriminellen entworfen. Er wusste, wie aufwändig das ist, und er hat die angeblichen Gaskammern in Deutschland in den 1980er Jahren untersucht, das was von den angeblichen Gaskammern übrig war – die Krematorien von Birkenau und Auschwitz zum Beispiel – und sein Fazit als Experte war, dass es unmöglich sei, dass diese jemals für die Vergasung einer großen Anzahl von Menschen gedient haben könnten.“

 Tatsächlich war Leuchter kein Experte und führte den Titel eines Ingenieurs zu Unrecht.
Williamson hatte wenige Tage vor diesem Interview, im Oktober 2008, eine Gartenparty David Irvings besucht und war dort mit diesem ins Gespräch gekommen.

#### Reaktionen
Der deutsche Distriktobere der Piusbruderschaft, Pater Franz Schmidberger, erklärte, diese Äußerungen spiegelten nicht die Haltung der Priesterbruderschaft St. Pius X. wider. In einer Stellungnahme bat der Generalobere der FSSPX Bernard Fellay den „Papst und alle Menschen guten Willens“ um Entschuldigung für den durch die Äußerungen hervorgerufenen Ärger. Außerdem erklärte Fellay, Williamson bis auf weiteres Stellungnahmen zu politischen oder historischen Themen verboten zu haben.
Für alle Einrichtungen des Bistums Regensburg erteilte Bischof Gerhard Ludwig Müller Williamson ein Hausverbot. Der Vorsitzende der Deutschen Bischofskonferenz Robert Zollitsch verlangte eine Entschuldigung Williamsons und nannte es „unglücklich“, dass der Papst diese Äußerungen bei seiner Entscheidung zur Aufhebung der Exkommunikation nicht mit in Betracht gezogen habe. Günther Nonnenmacher kommentierte in der Frankfurter Allgemeinen Zeitung, der Papst und seine Berater hätten wissen müssen, dass die Piusbruderschaft in Frankreich von Anfang an mit der extremen Rechten sympathisiert habe. Georg Kardinal Sterzinsky brachte seine Bestürzung über die Entscheidung des Papstes zum Ausdruck und forderte eine Überprüfung des Vorgangs.
Der Sprecher des Vatikans Federico Lombardi distanzierte sich von Williamsons Äußerungen und sagte, wer den Holocaust leugne, „leugnet den christlichen Glauben selbst […], und das ist umso schlimmer, wenn es aus dem Mund eines Priesters oder eines Bischofs kommt.“ Williamson bedauerte am 28. Januar 2009 in einem Brief an Kardinal Castrillón Hoyos die von ihm verursachte „unnötige Bedrängnis und die unnötigen Probleme“ für den Papst, ohne sich jedoch von seinen Aussagen zu distanzieren. Darin verwies er auf Jona 1,12 :

„Nehmt mich und werft mich ins Meer, damit das Meer sich beruhige und von euch ablasse, denn ich weiß, dass um meinetwillen dieser große Sturm über euch gekommen ist.“

Am 4. Februar 2009 rief der Vatikan Williamson zum Widerruf seiner Äußerungen auf. Um zu bischöflichen Funktionen in der Kirche zugelassen zu werden, „müsse er sich auf unzweideutige und öffentliche Weise von seinen Stellungnahmen zur Shoah distanzieren“.
Williamson war zunächst nicht bereit, seine Äußerungen zum Holocaust zurückzunehmen; er werde „zunächst die historischen Beweise prüfen“, was aber Zeit brauche, erklärte er. Am 26. Februar 2009 erklärte er Berichten zufolge, er bedauere die getätigten Äußerungen, die er nicht getan hätte, wenn er um den „ganzen Schaden und den Schmerz“ gewusst hätte, die sie für die „Kirche, aber ebenso die Überlebenden und die Verwandten der Opfer der Ungerechtigkeit unter dem Dritten Reich“ verursachen würden, und bitte „alle, die sich aufgrund meiner Worte aufrichtig entrüstet haben, vor Gott um Vergebung“. Es habe sich dabei um die Meinung eines „Nicht-Historikers“ gehandelt, die er sich „vor 20 Jahren auf Grundlage der damals verfügbaren Beweise“ gebildet habe. Welche Auffassung Williamson selbst nun zum Holocaust hatte, bleibt offen, ausdrücklich widerrufen hat er die Holocaustleugnung nicht. Der Vatikan wies die Erklärung Williamsons als unzureichend zurück. Der Brief Williamsons erfülle „nicht die Bedingungen, die das vatikanische Staatssekretariat gestellt hat“, erklärte der Pressesprecher des Vatikans, Pater Federico Lombardi. Kurienkardinal Walter Kasper nannte die Entschuldigung „billig“ und verlangte den Widerruf der Holocaust-Leugnung. Auch das Zentralkomitee der deutschen Katholiken (ZdK) hielt nach einem Bericht der Welt die Erklärung Williamsons für ungenügend. Die Entschuldigung sei „in keiner Weise befriedigend“, sagte ZdK-Präsident Hans Joachim Meyer dem Berliner Tagesspiegel. In dem Bericht sagte Meyer ferner, von Williamson abgesehen bleibe der Kern des Problems bestehen: die antijudaistischen Tendenzen in der Piusbruderschaft, die solchen Äußerungen Vorschub leisteten. Ähnlich äußerte sich der Generalsekretär des Zentralrats der Juden in Deutschland, Stephan J. Kramer. Er forderte Williamson auf, die Holocaustleugnung unmissverständlich zu widerrufen, und wies darauf hin, dass Williamson mit seinem Antisemitismus nicht allein sei, die gesamte Piusbruderschaft vertrete eine antisemitische Haltung.
Trotz der ihm entgegengebrachten Kritik und der angeblichen Bereitschaft, sich des Themas noch einmal genauer anzunehmen, hielt Williamson auch 2010 weiter an seinen Ansichten fest. Aus internen Mails der Bruderschaft ging nach einem Spiegel-Online-Bericht hervor, dass Williamson „die sechs Millionen Vergasten“ weiterhin für eine „Riesenlüge“ halte.

#### Strafrechtliche Aufarbeitung
Die Staatsanwaltschaft Regensburg leitete ein Ermittlungsverfahren wegen Volksverhetzung ein, da das Interview vom 21. Januar 2009, in dem Williamson den Holocaust leugnete, in ihrem Zuständigkeitsbereich aufgenommen wurde. Im Oktober 2009 wurde gegen Williamson ein Strafbefehl in Höhe von 12.000 € erlassen. Nach seinem Einspruch kam es zur Hauptverhandlung, die darin erfolgte Verurteilung Williamsons zu einer Geldstrafe von 6.500 € wurde in der Revision aufgehoben, weil kein wirksamer Eröffnungsbeschluss vorgelegen habe. Da es sich bei dieser Einstellung um ein Prozessurteil handelte, war eine erneute Anklage möglich, die von der Staatsanwaltschaft auch betrieben wurde. Am 11. Juli 2012 wurde erneut ein Strafbefehl wegen der begangenen Volksverhetzung beim Amtsgericht Regensburg beantragt. Nach Widerspruch Williamsons ermäßigte das Amtsgericht später die erneut ausgesprochene Strafe auf 1.800 Euro (90 Tagessätze zu je 20 Euro). Dieses Urteil wurde durch Entscheid des Oberlandesgerichts Nürnberg 2014 rechtskräftig. Am 31. Januar 2019 wies der Europäische Gerichtshof für Menschenrechte Williamsons Klage gegen die Verurteilung ab. Anwalt Williamsons war im Kontext der Holocaust-Leugnungs-Prozesse zumeist der AfD-Politiker Maximilian Krah, der zugleich jahrelang millionenschwere Vermögenstransaktionen der Piusbruderschaft tätigte.